# Путивльський краєзнавчий музей
Пути́вльський краєзна́вчий музе́й — краєзнавчий музей у Путивлі Сумської області. Має цінні зібрання експонатів з археології, етнографії, нумізматики, зброї, меблів, книг, фотографій, документів, образотворчого та прикладного мистецтва. Він є філією Путивльського державного історико-культурного заповідника.
Адреса музею: Сумська область, м. Путивль, вул. Кролевецька, буд. 72.
Заклад працює з 9:00 до 17:00 (вихідний день — понеділок).
Завідувачка музею — Терентьєва Вікторія Михайлівна.

## Історичні відомості

Будівля путивльського краєзнавчого музею

Путивльський краєзнавчий музей заснований у 1919 році учнем російського художника-реаліста І. Ю. Рєпіна художником П. М. Кореневим. Спочатку він знаходився у двоповерховому будинку по вулиці Луначарського, 59, і лише в 70-ті роки був переведений в своє нинішнє приміщення, колишній особняк поміщика А. Черепова.
Одноповерхова цегляна будівля збудована у 1914 році в неокласичному стилі з формами, які характерні для російського ампіру 1812—1830 років.

## Зібрання
Музейна експозиція закладу висвітлює історію краю від найдавніших часів до 1945 року.
Путивльський краєзнавчий музей має такі відділи-експозиції експонатів:
- «Доби бронзи»;
- «Давньоруського періоду»;
- «Литовського періоду»;
- «Церковної історію краю».

Серед раритетів музею:
- скульптура «Христос в темниці»;
- тронне крісло самозванця Лжедмитрія I;
- дзвін — подарунок Путивлю від царя Михайла Федоровича Романова;
- Євангеліє 1618 року московського друку;
- дві шафи XVII століття, які належали гетьману І. Мазепі;
- щелепи бика з малюнками, знайдені в Молчанський болоті.

До 200-річчя першого друкованого видання «Слово о полку Ігоревім», яке зберігається в музеї, у 2000 році була відкрита постійна виставка «Те Було в ті раті и ті полки».